# Стрельба по мишеням (фильм)
«Стрельба по мишеням» (англ. Downrange) — фильм ужасов (поджанр survival horror), снятый режиссёром Рюхэем Китамурой по собственному сценарию. В главных ролях снимались малоизвестные актёры Келли Коннер, Стефани Пирсон и Род Эрнандес. Премьера состоялась 17 сентября 2017 года на кинофестивале в Торонто.

## Сюжет
Тодд Акоста, его девушка Сара Флетчер и их новые друзья Джоди, Керен, Джефф и Эрик застряли на отдалённой просёлочной дороге, когда у их внедорожника лопнула шина. Внезапно, пока Джефф менял колесо, его убивает снайпер выстрелом в голову. Компания молодых людей прячется за автомобилем и пытается найти выход из сложившейся ситуации.

## В ролях
- Келли Коннер — Джоди
- Стефани Пирсон — Керен
- Род Эрнандес — Тодд Акоста
- Энтони Кирлью — Эрик
- Алекса Йемс — Сара Флетчер
- Джейсон Тобиас — Джефф
- Эйон Бойд — снайпер
- Эрик Матушек — отец
- Икуми Ёсимацу — мать
- Грэм Скиппер — помощник шерифа

## Отзывы
Основатель хоррор-сайта Bloody Disgusting и независимый кинопродюсер Брэд Миска положительно отозвался о фильме:

«Стрельба по мишеням» Китамуры — это 100% чистой ярости, разбрызгивающей мозги по раскалённому асфальту и убивающей невинных детей, случайно оказавшихся не в том месте не в то время. Это настолько подлый ужас, насколько это вообще возможно… и это великолепно. 
Оригинальный текст (англ.)Kitamura’s Downrange is 100% pure rage, leaving brains splattered across the hot pavement, and murdering innocent children who accidentally end up at the wrong place at the wrong time. It’s about as mean-spirited as horror can get…and it’s glorious. 

Дебора Янг из издания The Hollywood Reporter похвалила атмосферу фильма, отмечая элегантность его минималистичной простоты. Брайан Таллерико, рецензент сайта RogerEbert.com, в свою очередь раскритиковал фильм за неопытный актёрский состав и его слабую игру и за нереалистичные диалоги. 
Наиболее негативную оценку «Стрельбе по мишеням» дал кинокритик Игнатий Вишневецкий (The A.V. Club), назвав фильм «отвратительной эксплуатационной лентой категории Z». 